# 根本博
根本 博（1891年6月6日—1966年5月24日），中文化名林保源。出生於日本福島縣，大日本帝國陸軍及中華民國陸軍中將，獲受勲一等·功三級。日本陸軍士官學校23期、日本陸軍大學校34期畢業。
第二次世界大戰日本投降時，在內蒙古（當時的蒙疆聯合自治政府）擔任駐紮於此的駐蒙軍之司令。在日本投降後，頑強抵抗蘇聯軍隊的猛攻。1949年秘密渡航至臺灣，擔任湯恩伯的私人顧問，在金門、廈門協助指揮金門戰役，最終使中華民國國軍擊退中國人民解放軍。

## 生平

### 誕生
福島縣岩瀨郡仁井田村（今須賀川市）出生。家族务农为业，父親在縣廳工作。兄長嘉瑞為村會議員。1904年進入仙台陸軍地方幼年学校就學。中央幼年學校之后进修于日本陸軍士官学校，作为第23期生毕业。名次為509人中的第13名，著名的同期生有小畑英良。
1922年於日本陸軍大学校畢業（34期）。名次為60人中的第9名。1924年與郵便局長的女兒錫（すず）結婚，兩人共生下四男二女。

### 少壮校官時期
於日本陸軍大学校畢業後回歸原隊，在日本帝國陸軍中樞服勤，專攻中國事務。在1927年南京事件發生時，以武官身分駐紮於南京的日本領事館，在領事館遭受國民黨北伐軍的士兵襲擊，被人以刺刀刺傷，之後為了逃走而從二樓跳出，身受重傷。
回國後，1928年6月發生皇姑屯事件，以解決滿蒙問題為目的而積極研究、策劃國策。隨後參與了以石原莞爾、鈴木貞一、村上啓作、武藤章等以日本陸軍士官学校21期及27期畢業生的少壮年校官為中心，在同年11月共9名軍官創建的無名會。接著在隔年5月以軍事改革及人事刷新、分離統帥權與國務、建立合法的國家總動員體制為目標。該組織在1929年與永田鐵山、岡村寧次、小畑敏四郎、板垣征四郎、土肥原賢二、東條英機、山下奉文等以日本陸軍士官学校15期及18期畢業生為中心創建的二葉會合併為一夕會。
1930年8月，晉升為中佐並擔任參謀本部支那課支那班长。當時為支那班員的今井武夫大尉，在他的戰後回憶錄中也有提到這位根本曹長。9月，參加了以改造國家為目的的秘密組織櫻花會，隔年3月捲入陸軍的三月事件，後又涉入十月事件，因受到連坐處分被冷落。對其中心人物橋本欣五郎等激進派的行動抱持恐懼與不信任感，於是說服了一夕會的東條英機與櫻花會保持距離。另外有說法指出，十月事件中的根本博向當時的參謀本部作戰課長今村均大佐洩漏政變計畫，才使得該計畫以未遂告終。
1931年12月，犬養毅内閣的陸軍大臣荒木貞夫中將，把沉默寡言的根本博中佐稱為「晝行燈」，比擬為忠臣藏裡的大石良雄。

### 中坚将校時期
1936年2月26日，二二六事件發生時在陸軍省擔任新聞班長的根本博，本亦參加二二六事件，但因事件前晚飲酒大醉而睡過頭，未能赴約，撿回一條命。二二六事件後於陸軍重組時回歸原隊並就任軍團長。中日戰爭爆發後則回復到其原先專攻中國事務的職責，直到終戰前都在中國並擔任參謀長、司令官一類的職務。

### 駐蒙軍司令時期
根本博於1944年11月就任為駐蒙軍司令。1945年8月日蘇戰爭爆發，蘇軍開始进攻滿州國。該月15號日本投降後，蘇聯紅軍继续进攻日军，根本博于是令日軍守備隊还击。在幾度嘗試與蘇軍進行停火談判的过程中，曾對蘇軍進行白刃戰并抵挡令八路軍的進攻。8月19日與蘇軍展開了長達三天三夜的血戰。因此日軍自8月21日開始撤退，最後的隊伍於8月27日退回關內。8月20日自內蒙古逃出的四萬名平民，在三天三夜的跋涉後到達天津，並搭上歸國船隻回到日本國內。
1946年8月，作為最高負責人的根本博，於滯中日本人回國，及华北方面軍的35萬士兵復員結束後，搭乘最後的歸國船隻回到日本。

### 臺灣時期

#### 秘密渡航
在復員並歸國後，回到了位於東京鶴川的家中。鑒於第二次國共內戰大致上已決定國民黨之失去中國政權，在1949年1月蔣介石辭任總統一職後，一說為回報蔣介石的恩情（無條件讓日本國民4萬人及35萬將士歸國、支持盟軍維持天皇君主制不變），加上當年在南京擔任使館武官時即與蔣介石為舊識，根本博典當了一些細軟，賣掉自己的財物做為渡航費，另外也找上了原上海貿易商的明石元長及「東亞修好會」的要求，秘密渡航便由此成行，途中發生船難被美軍救起，美軍給予一些路費，又派了一名日裔的美軍軍官隨行。
同年6月26日，與做為翻譯的吉村是二等人自宮崎縣延岡沿岸一帶渡航至臺灣。於7月10日到達基隆，但因當地憲兵與警員並不知情，秘密渡航的幾人皆被禁錮。隨後，在根本博下獄的報告傳達到國軍上層（彭孟緝中將、鈕先銘中將）後，待遇便一口氣轉變。於8月1日轉移到臺北的北投溫泉靜養。8月中旬，由湯恩伯居中協調與蔣介石會面。同年8月5日美國政府向國民黨表明將中止軍事援助，於是蔣介石便接受了根本博等人的協助。
而依照部份資料指出，其動機並不單純是報恩，也有藉機一展長才之意味。

#### 金門決戰
根本博於8月18日由台灣渡行至厦門，化名「林保源」（樹林保住其源，即「根本」之意也），做為湯恩伯的第5軍管區司令官顧問，任命為中將。湯恩伯禮遇根本博，並以日文稱他為「顧問閣下」，言聽計從。由於國軍在中國大陸戰場連連失利，根本博向湯恩伯建議，將國軍撤退到舟山群島、一江山、大陳島、金門與馬祖，拉長與共軍的戰線，保障台澎，並伺機反攻，獲得蔣中正的肯定。同年10月1日，中國共產黨成立中華人民共和國。不久，廈門失陷，國軍演變為必須在金門島決戰，根本博也著手策劃塹壕戰。10月9日至10月15日爆發大小嶝島與角嶼戰役。
根據第四十五師師長勞聲寰於1986年的訪問記錄，當年十月初軍事會議，總司令湯恩伯指示兩個團進大嶝，一個加強營進小嶝及角嶼，勞聲寰認為兵力太分散，應集中防守本島，湯恩伯、劉汝明、根本博均堅認：大嶝、小嶝不守，則金門無法守。勞聲寰當場和根本博辯論，認為此兩外島根本無法守。四十師師長范麟派兩個團進守大嶝，四十五師師長勞聲寰則抗命僅派一營長率一連一排守小嶝與角嶼；之後四十師於大嶝之役損失一個半團又近一營後撤退而失守，對此，勞聲寰於後來的訪問紀錄中認為這是決策部署缺失的結果，且認為連同之後小嶝、角嶼犧牲一連為無謂損傷，金門本島也未因該兩小島失守而喪失:70,224-226。然而大嶝一役，延滯共軍進犯金門達兩週，史稱古寧頭之緒戰。
隨後的10月24日，根本博在金門島協助指揮古寧頭戰役，使解放軍陷入口袋戰術，並利用坦克射擊解放軍的船隻切斷解放軍的退路，殲滅了登陸的中國人民解放軍，成功死守了金門，根本博因此獲得「戰神」的封號。
金門大捷後，根本博參與國軍教育訓練的活動。1952年根本博離台前夕，蔣中正為了表達感謝，特地將自己珍藏的一對特製花瓶拆開，將其中一支贈送給根本博。花瓶原先一共有六支（三對），是蔣中正在1947年時，特地請江西景德鎮名家燒製，其中一對送給英國伊莉莎白女王做為結婚賀禮，另一對送給日本昭和天皇，蔣自己留了一對。

#### 媒體報導
當時國民黨與白團的駐日總召集人岡村寧次有意招募舊日本軍，來防禦中華人民共和國的進攻。後以「臺灣募兵問題」此一名稱被國際媒體廣泛報導後，引起駐日盟軍總司令部關注而宣告流產。根本博秘密渡航至臺灣的事件也遭日本國會查問，當時的日本首相吉田茂，在國會答詢時模稜兩可。因此事件而導致白團對根本博不滿，所以根本博未能加入白團。

### 晚年
1952年6月25日，搭乘民航空運公司（CAT）機回到日本。3年前秘密渡航的事件獲得不起訴處分。之後在鶴川的自宅過日，1966年5月5日，在孫子出生的第一個節日後，因健康狀況惡化而入院。同月21日曾一度出院，但於24日突然死亡。享年74歲。

### 逝世後
當時根本博渡臺的消息是極機密的，原因在於國民政府接收臺灣後的政治情勢，也因此古寧頭戰役參戰的日本人以及協助，其歷史意義，甚至是否確有其事在很長的一段時間裡都不為臺灣人所知。

## 古寧頭戰役六十周年
2009年10月舉辦的古寧頭戰役戰死者追悼會上，竭盡全力協助根本博的出國的明石元長的兒子明石元紹，及負責根本博翻譯並與他長年一起行動的吉村是二的兒子吉村勝行，及其他日本軍事顧問團的家族皆受中華民國政府所邀請，並與中華民國馬英九總統會面。
另外在明石元紹與吉村勝行回國前，中華民國國防部常務次長黄奕炳中將在媒體前以「國防部代表」聲明：「當年古寧頭戰役，感謝日本友人協助，可以說是雪中送炭」
至此，中華民國政府才算是正式公開古寧頭戰役參與的日本人及協助。

## 簡歷
- 1891年6月6日 出生（福島縣岩瀬郡仁井田村）
- 1904年9月 仙台陸軍幼年學校入學
- 1907年9月 陸軍幼年學校入學
- 1909年12月1日：日本陸軍士官学校入學
- 1911年5月27日：日本陸軍士官學校畢業
- 1911年6月：見習仕官旭川步兵第27連隊附
- 1911年12月26日：陸軍步兵少尉・旭川步兵第27連隊附
- 1914年12月：陸軍歩兵中尉
- 1919年12月1日：日本陸軍大學校入學
- 1921年4月：陸軍步兵大尉
- 1922年11月29日：日本陸軍大學校畢業
- 1923年5月：旭川步兵第27連隊第一中隊長
- 1923年12月：參謀本部支那課支那班
- 1924年8月：参謀本部部員
- 1926年3月：参謀本部附（支那研究員）
- 1926年5月1日：參謀本部附 南京駐在武官
- 1926年8月：陸軍步兵少佐（少校）
- 1927年3月：在南京事件中負傷
- 1927年9月9日：陸軍省軍務局課員（支那班長）
- 1929年3月：參謀本部附（德國出差）
- 1929年12月：參謀本部支那課支那班員
- 1930年8月1日：陸軍歩兵中佐（中校）参謀本部支那課支那班長
- 1932年5月：参謀本部部員
- 1932年8月8日：参謀本部附（上海駐在武官）
- 1933年7月4日：支那駐屯軍司令部兼参謀本部附
- 1934年3月5日：陸軍兵器本廠附（陸軍省新聞班長）
- 1934年8月1日：陸軍歩兵大佐（上校）
- 1936年2月26日：戒嚴司令部第四課長
- 1936年3月7日：旭川步兵第27連隊長
- 1937年9月4日：日本陸軍北支那方面軍司令部附
- 1938年5月14日：北支那方面軍特務部長
- 1938年7月15日：陸軍少將
- 1939年3月10日：興亞院華北連絡部次長
- 1939年8月1日：參謀本部附
- 1939年12月1日：第21軍参謀長
- 1940年2月10日：日本陸軍南支那方面軍參謀長
- 1941年3月1日：陸軍中將第24師團長
- 1944年2月7日：第3軍司令官
- 1944年11月23日：駐蒙軍司令官
- 1945年8月19日：北支那方面軍司令官兼駐蒙軍司令官
- 1946年8月：復員
- 1949年5月：化名「林保源」與吉川大佐等人赴台灣協助國民政府對解放军作戰（至1952年6月）
- 1966年5月24日：去世

## 榮譽
- 勳一等瑞寶章，1942年（昭和17年）7月8日[20]